# Вин Лонг
Вин Лонг (на виетнамски: Vĩnh Long) e град във Виетнам (Донг Банг Сонг Ку Лонг). Населението му е 103 067 жители (по данни от 2009 г.), а площта 48 кв. км. През 2008 г. градът получава статут на клас 3 град, единият от 37-те такива града във Виетнам. Средната годишна температура е около 24 градуса.